# Prowincja Uthai Thani
Uthai Thani (อุทัยธานี) – jedna z prowincji (changwat) Tajlandii. Sąsiaduje z prowincjami Nakhon Sawan, Chai Nat, Suphan Buri, Kanchanaburi i Tak.